# Trachyjulus pauper
Trachyjulus pauper är en mångfotingart som beskrevs av Filippo Silvestri 1923. Trachyjulus pauper ingår i släktet Trachyjulus och familjen Cambalopsidae. Inga underarter finns listade i Catalogue of Life.